# サラ・ウィネマッカ
サラ・ウィネマッカ（英:Sarah Winnemucca、生まれた時の名はトクメントニー（パイユート語でシェル・フラワー、シェル・フラワー(en)は多年生ハーブの一種）、1841年頃-1891年10月17日）は、インディアン女性としては初めて、英語で著作権を取り出版した者として知られている。結婚後の名前サラ・ウィネマッカ・ホプキンズ (Sarah Winnemucca Hopkins) で本を出したことでも知られている。その著書『パイユート族の中での暮らし：その間違いと主張』は、パイユート族が探検家や開拓者に接してからの40年間にわたるパイユート族に関する自伝的証言である。
サラは2つの世界を生きた者だった。生まれたとき、部族民は白人とほとんど接触したことが無い状態だった。しかし、サラは成人してからの大半を白人社会で過ごした。2つの世界で過ごした者によくあることだが、サラはどちらの繋がりからも厳しく評価された可能性がある。パイユート族の多くの者はアメリカ陸軍が部族民殺害の協力者としてサラを見ていた。現代の歴史家達はサラの著書を重要な一次史料と見ているが、多くの点で意図的に誤解を生ませるものでもある。それにも拘らず、近年その現状改革主義についてはかなり肯定的な注目を受けてきた。1993年にはネバダ州著作家の殿堂に列せられ、2005年には彫刻家フリードリッヒ・ヴィクトリー制作になるサラの彫像がアメリカ合衆国議会議事堂の国立彫像ホール・コレクションに加えられた。
サラ・ウィネマッカは「私はシェル・フラワーである。シェル・フラワーは私と同じくらい強く、あるいは美しくなれる」と語った

## 初期の経歴

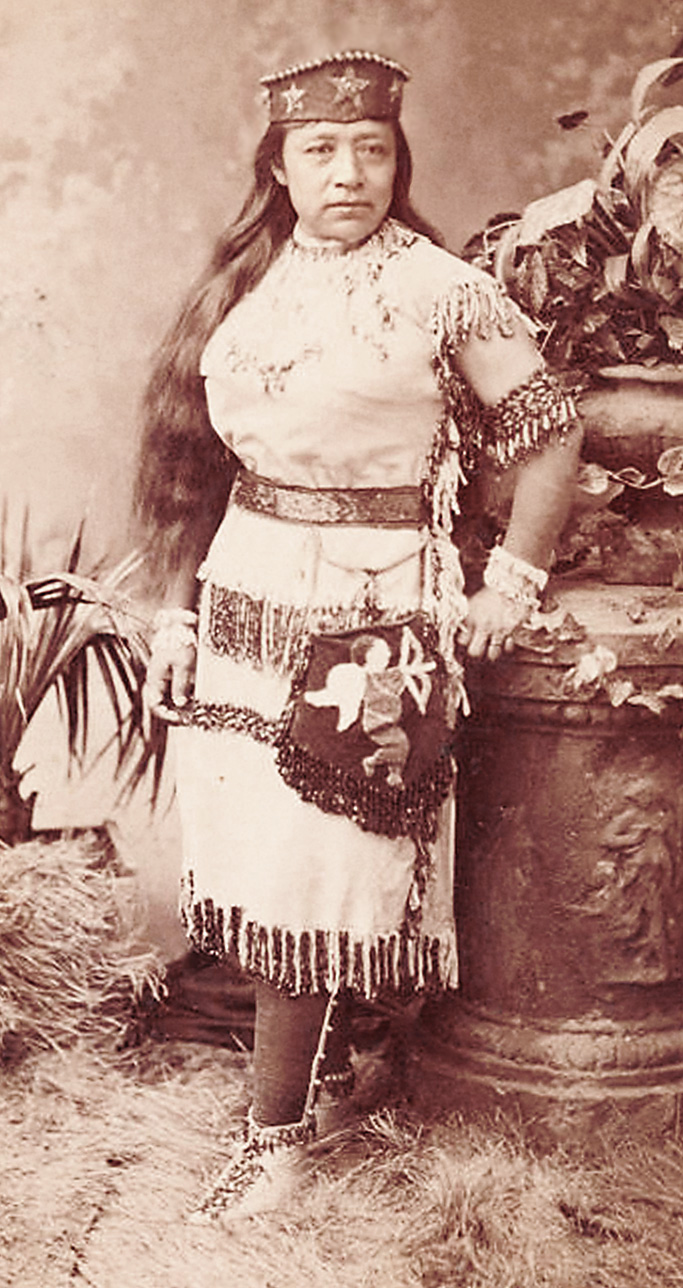
1883年頃にボストンで撮影されたサラ・ウィネマッカのポートレート

サラは、現在のネバダ州西部、ハンボルト・シンク近くのどこかで、パイユート族のウィネマッカ酋長（ポイト）の娘として生まれた。サラは、その父が北部パイユート族全ての酋長だったと主張した（それゆえに報道機関からは「パイユートの姫」と呼ばれることが多かった）が、パイユート族には集権化した指導層が無く、その父が影響力があったとしても小さな集団（バンド）の指導者だった。
サラの祖父、トリキゾあるいはトラッキー（パイユート語で「善」という意味）は熱烈に白人に友好的であった。そのことについて、パイユート語で「善」という意味のトラッキーと呼ばれていたからだと言う者がおれば、「こんにちわ」を意味する「トロ・ケイ」と叫んだからその名前を得たと言う者もいた。ジョン・C・フレモントが1843年から1845年にグレートベースンを越えてカリフォルニアまで測量と地図作りの遠征を行った時に、トラッキーが案内人になった。後にトラッキーは米墨戦争で戦い、多くの白人と友達になった。サラは当初白人を恐れていたが、祖父がカリフォルニアのサクラメント地域への旅にサラを連れて行き（サラの父はその旅を拒んだ）、後にネバダのカーソンシティのウィリアム・オームズビーの家庭に入れて教育を受けさせた。サラは間もなく英語の読み書きができることではネバダのパイユート族の中で数少ない者達の1人となった。
ウィリアム・オームズビーは後にピラミッド湖戦争（パイユート戦争とも呼ばれる）の最初の戦闘で殺された。このときオームズビーの率いた民兵隊がサラの従兄弟であるヌマガの率いるパイユート族の部隊に全滅させられた。サラの著書ではサラの兄弟であるナチェズがオームズビーの死を装ってオームズビーを援けようとしたが失敗したことについて語っている。サラの父と兄はどちらもパイユート族の部隊に付いて戦った。
この戦争後、サラの家族はユリシーズ・グラント大統領が発布した一連の執行命令によって、北部パイユート族とバンノック族の保留地（reservation）に指定されたマルーア保留地に移動した。サラは保留地内の学校で教師を務め、保留地を監視・監督するアメリカ内務省の出先機関、「BIA（インディアン管理局）」のインディアン代理人サミュエル・パリッシュのために通訳を務めた。パリッシュはパイユート族のために大いに働き、まとまりがあり良く管理された農業計画を立てた。

## バンノック戦争
4年後、パリッシュはウィリアム・ラインハートと代理人を交代した。ラインハートは共有の農園で働いたパイユート族の農業労働者に給与が払えず、多くの部族指導者達を疎外した。マルーア保留地の状態は急速に耐え難いものに変わった。サラの著書では、BIAのインディアン代理人がパイユート族に支給されるはずだった物資の多くを地元の白人に横流ししたことについて書いている。保留地の中の良い土地の多くも白人開拓者によって違法に奪われた。1878年、保留地にいた人々の実質的に全員がそこを離れた。保留地を出たバンノック族はオレゴン州やネバダ州北部で孤立していた白人開拓者への襲撃を始め、バンノック戦争を始めさせることになった。北部パイユート族からどれだけの者がバンノック族と共に戦ったかは現在も不明である。サラはその著書の中で、その家族とその他幾つかのパイユート族の家族は戦争の間、バンノック族に人質として捉われていたと書いている。
バンノック戦争の間、サラはアメリカ軍のために通訳として働いた。またアメリカ軍のために斥候や伝令の任務も行ったと述べている。サラがそれらに関わった様子の記述は度々滑稽に描かれている。彼女の証言に拠れば、バンノック族もアメリカ軍兵士も互いに好意を抱いており、撃ち合うことは滅多に無かったとのことである。サラは貢献した士官達から高く評価され、その著書の中には、士官達の何人かから貰った手紙が入れられている。サラはまた、それらの士官達を尊敬しており、保留地の軍隊による管理を提唱した。

## ヤカマ保留地
バンノック戦争によって、サラの親しんでいた北部パイユート族の間で白人への不信感が高まり、パイユート族はワシントン準州内にあるヤカマ・インディアン保留地に強制移住させられ、そこで大きな耐乏生活を味わうことになった。サラは職業を持っていたので保留地に行く必要はなかったが、パイユート族と共に保留地に行って通訳を務めた。そこで経験したことのために、サラはカリフォルニア州からネバダ州に跨るインディアン部族の困窮について講演を始めた。1879年から1880年にかけての冬、サラとその父はワシントンを訪れ、アメリカ合衆国内務長官カール・シュルツから、パイユート族が自費で今の保留地からマルーア保留地に戻る許可を得た。しかし、この約束は何年も実行されなかった。
ヤカマのインディアン代理人ジェイムズ・H・ウィルバーが1881年にインディアン問題コミッショナーに当てた報告書には次のように記されていた。

## 講演と著作
サラはカリフォルニア州サンフランシスコで講演しているときに、BIA（インディアン管理局）の職員ルイス・H・ホプキンズと出会って結婚した（サラが以前結婚していたことを示唆するものが幾つかある）。1883年、彼らは東部に行って、サラが300回近い講演を行った。ボストンでは、エリザベス・ピーボディや教育者ホーレス・マンの妻であるメアリー・ピーボディ・マンの姉妹がサラの講演活動を助けるようになった。メアリーはサラの講演原稿を『パイユート族の中での暮らし』の中に纏めることを援助し、この本は1883年に出版された（1994年の版： ISBN 0-87417-252-7）。サラの夫はアメリカ合衆国議会図書館でサラの本のための材料を集めることを支援した。しかし夫は結核に罹り、またギャンブル依存症でもあったので、サラの努力にも拘らず夫妻は財政的にほとんど得るものがないままだった。
サラはネバダに戻った後で、インディアンの子供達のための学校を造り、インディアン生活様式と言語能力を改善させた。この学校は、1887年のドーズ法（インディアン一般土地割当法）でインディアンの子供達は英語を強制されるインディアン寄宿学校で教育をうけることが強制されたので、短期間運営されただけだった。メアリー・ピーボディ・マンの遺産や努力でその学校は工業訓練センターに転換されたが、サラの資金は夫が1887年に死ぬまでに使い果たされ、サラの余生4年間は公的活動から隠退したままだった。サラはアイダホ州のヘンリーズレイクにある姉妹の家で、結核のために死んだ。

## 記念
2005年、ネバダ州は、ワシントンD.C.のアメリカ合衆国議会議事堂の国立彫像ホール・コレクションにサラの青銅像を寄贈した。